# Predestinazione
La dottrina della predestinazione, nella sua generalità, è una dottrina molto antica e la compiuta formulazione nel mondo antico è stata data dagli Stoici. Già i tragici greci prevedevano che gli uomini fossero soggetti a un fato scritto dagli dèi, a cui in filosofia corrispondevano dottrine della predestinazione (ad esempio, implicitamente, in Parmenide e Senofane). In particolare gli Stoici teorizzavano il fato come il destino ineluttabile scritto dagli dèi o meglio dal logos. Il logos per il panteismo stoico è la ragione divina del cosmo nella sua globalità, concernente anche ogni singolo uomo.
Nel cristianesimo Paolo di Tarso ha fatto dell'idea di predestinazione un punto di forza del suo pensiero e, al suo seguito, anche teologi come Agostino di Ippona, Giovanni Calvino, e Karl Barth hanno costruito la loro dottrina poggiando sulla stessa idea. D'altra parte le posizioni teologiche di questi autori hanno suscitato un buon numero di controversie lungo la storia: Pelagio nella chiesa antica e John Wesley nel XVIII secolo rappresentano due esempi di teologi che non davano spazio alcuno a questa categoria. La differenza di convinzioni su questa dottrina è continuata fino al presente.
Si può in genere affermare che la dottrina della predestinazione comporta un aspetto più ampio ed uno più ristretto.
- L'aspetto ampio si riferisce al fatto che il Dio trino abbia preordinato tutto ciò che deve accadere (Efesini 1:11; cfr. Salmo 2). Dall'eternità Dio ha sovranamente determinato tutto ciò che accade nella storia.
- L'aspetto o uso più stretto del termine è che Dio abbia scelto dall'eternità un numero determinato di persone, destinandole ad essere in eterna comunione con Lui, accordando loro la grazia. Da questa idea alcuni concludono che Dio ha anche determinato che il resto dell'umanità, i "non scelti", vada per la sua strada, cioè segua la via del peccato fino alle sue estreme e giuste conseguenze (la punizione eterna). Essi intendono la dottrina della predestinazione come "doppia predestinazione". Altri invece, pur accettando l'idea che Dio scelga alcuni destinandoli alla salvezza, respingono decisamente l'idea di un decreto di riprovazione (Romani 9:16-19) e di una "doppia predestinazione". Essi pensano che Dio dia a tutti gli uomini la grazia necessaria per la salvezza, collegano la riprovazione alla libertà dell'uomo, e tendono anche a vedere la grazia della predestinazione di alcuni in funzione della salvezza di altri.

Punto focale delle discussioni su questo tema è come si rapportino la volontà di Dio e la finalità del suo disegno con la libertà dell'uomo, il quale, a dire della Scrittura, è chiamato alla salvezza secondo due dimensioni: personale (ossia individuale) e collettiva (facendo parte di un popolo e di una famiglia umana).

## Il terminepredestinazionenella Bibbia
Nella Bibbia esistono diversi termini che esprimono ciò che nella nostra lingua chiamiamo predestinazione.
Nell'Antico Testamento un certo numero di termini fanno riferimento ai progetti e propositi di Dio:
- עצה, ay-tsaw', consiglio, proposito, come in Geremia 49:20; 50:45, Michea 4:12.
- יעץ, yâ‛ats, deliberazione, risoluzione, proposito, come in: Isaia 14:24;26-27; 19:12; 23:9).
- בּחר, bâchar, scegliere, come in: Numeri 16:5-7; Deuteronomio 4:37; 10:15; Isaia 41:8; Ezechiele 20:5.

Nel Nuovo Testamento i termini col significato di "predestinare" sono ancora di più:
- προορίζω, proorizō, "predestinare", in Romani 8:29,30; Efesini 1:5-11.
- ἐκλεκτός, eklektos, "eletti", in Matteo 24:22ss; Romani 8:33; Colossesi 3:12.
- αἱρέομαι, aihreomai, "scegliere" in 2 Tessalonicesi 2:13.
- ἐκλέγομαι, eklegomai in 1 Corinzi 1:27ss, Efesini 1:4.

La dottrina non dipende, però, solo dall'uso di alcune parole, perché, quando si studia la Bibbia nel suo complesso, si nota che la dottrina della predestinazione ha una certa importanza in entrambi i Testamenti.

## Presupposti
Per comprendere la dottrina della predestinazione, è necessario avere ben chiari i presupposti biblici sulla quale si fonda. Pure gli avversari di questa dottrina basano le loro persuasioni su determinati presupposti. La questione, quindi, è come i primi possano conciliarsi con i secondi. È pertanto in questione il valore che diamo alla Bibbia e in che modo la interpretiamo.

### La concezione biblica di Dio
Presupposto fondamentale della dottrina della predestinazione è la concezione biblica di Dio. Egli è l'eterno, Colui che si pone al di sopra ed al di là del tempo e dello spazio. Non c'è infatti mai stato un tempo in cui non esistesse. Dio, così, non è soggetto al mutare del tempo e dello spazio (Malachia 3:6; Romani 1:20,21; Deuteronomio 33:27; Isaia 57:15).
Iddio, inoltre, è sovrano su ogni cosa come il Creatore, Sostenitore e Dominatore dell'universo. "Benedissi l'Altissimo, lodai e glorificai colui che vive in eterno: il suo dominio è un dominio eterno e il suo regno dura di generazione in generazione. Tutti gli abitanti della terra sono un nulla davanti a lui; egli agisce come vuole con l'esercito del cielo e con gli abitanti della terra; e non c'è nessuno che possa fermare la sua mano o dirgli: «Che fai?»" (Daniele 4:34,35; cfr. Isaia 45:1ss; Romani 9:17ss; Efesini 1:11).
Iddio, poi, è sovranamente giusto, tanto che tutto ciò che Egli fa è conforme alla perfezione della Sua natura (Geremia 23:6; 33;16; Romani 1:17; 10:3; 2 Pietro 1:1).
Nell'eternità Egli ha sovranamente stabilito i Suoi propositi e progetti, cosa che è ben al di là di quanto noi si possa pensare, concepire o comprendere. La creatura umana, quindi, può conoscere i piani di Dio solo in quanto Egli glieli riveli (Geremia 23:18; Deuteronomio 29:29; Salmo 33:11; Isaia 46:10; 55:7SS; Ebrei 6:17).
Iddio ha rivelato i Suoi progetti e propositi all'umanità nella misura loro necessaria, attraverso i profeti dell'Antico Testamento, attraverso gli scrittori apostolici del Nuovo Testamento, ma soprattutto attraverso Suo Figlio Gesù Cristo, al quale sia profeti che apostoli rendono testimonianza. Era per divina rivelazione che i profeti potevano indicare la venuta del Redentore (Genesi 3:15; Deuteronomio 18:15; Isaia 53; Malachia 4:2; Ebrei 1:1ss), ed erano gli apostoli che potevano rendergli testimonianza e spiegare il significato della Sua vita, morte, risurrezione ed Ascensione (Atti 2:22ss; Giovanni 20:30ss).
Gli esseri umani, quindi, sono limitati nella loro comprensione dei propositi di Dio come sono stati loro rivelati, ed il loro significato ultimo, propositi e piani, devono rimanere un mistero. Inoltre, a causa dell'infinità ed eternità di Dio, l'essere umano semplicemente non lo può completamente intendere, anche quando egli ne riceve rivelazione piena e completa.
Questo vuol dire che il rapporto di Dio con lo spazio e con il tempo non può essere compreso da esseri spazio-temporali come noi, perché essi nemmeno comprendono il significato di eternità (cfr. Isaia 26:12ss; Daniele 4:24ss; Atti 2:22ss). È necessario, perciò, quando si studia la dottrina biblica, tenere bene a mente questo mistero ultimo dell'essere di Dio.

### Sovranità di Dio e libertà umana
A questo punto sorge la questione di come possa conciliarsi l'assoluta sovranità di Dio con la possibilità della libertà e responsabilità individuale dell'essere umano. La Bibbia, però, afferma sia la sovranità di Dio che la libertà umana. Le osservazioni del patriarca Giuseppe ai Suoi fratelli (Genesi 45:4ss) e l'affermazione dell'apostolo Pietro sulla crocifissione di Cristo (Atti 2:23 "...quest'uomo, quando vi fu dato nelle mani per il determinato consiglio e la prescienza di Dio, voi, per mano di iniqui, inchiodandolo sulla croce, lo uccideste") mettono in luce proprio questa duplice realtà. La creatura, nell'eseguire i piani di Dio, anche non intenzionalmente, lo fa in modo libero e responsabile.
Coloro che rifiutano d'accettare l'insegnamento biblico sulla predestinazione devono fornirne, se possono, qualche altra spiegazione. Alcuni cristiani tentano di conciliare la sovranità di Dio con l'indipendenza umana, ma hanno difficoltà nello spiegare le affermazioni della Bibbia come pure la loro fede nell'opera salvifica di Dio in Gesù Cristo. I non-cristiani hanno due scelte. Possono affermare l'esistenza ultima del destino, che distrugge ogni possibilità di responsabilità umana (perché non ci sarebbe alcuno verso cui siano responsabili), il pensiero logico e quindi la conoscenza scientifica. L'altra opzione è quella di un completo determinismo che comporta un risultato simile, perché non si tratterebbe altro che del "caso". Sebbene il punto di vista biblico non possa essere pienamente razionalizzato secondo le nostre leggi spazio-temporali, esso è il solo che renda possibile sia responsabilità che libertà.

### Concezione biblica del mondo e della vita
Per comprendere l'insegnamento biblico sulla predestinazione, dobbiamo prendere le mosse dal racconto della Caduta, che pure era compresa nel piano eterno di Dio. Al tempo stesso, come Paolo rileva in Romani 1:18ss, il rifiuto umano di riconoscere Dio come sovrano e la sua volontaria cecità di fronte al comando di Dio, attirano su di lui l'ira di Dio e la condanna. Fondamentalmente, quindi, ogni essere umano è condannato perché rifiuta di riconoscere la signoria di Dio e di essere, esso stesso, solo una creatura. Eppure, nonostante la disubbidienza e la ribellione, Dio non abbandona le creature umane al loro ineluttabile destino. Da una parte Egli pone un limite, per la Sua grazia, alla loro peccaminosità, affinché persino i peccatori di questo mondo realizzino molto che possa considerarsi vero e buono. D'altro canto, proprio quando la creatura umana inizia il suo decadimento, Dio promette un Redentore che avrebbe "schiacciato il capo" al tentatore e ristabilito ogni cosa (Genesi 3:15 "Io porrò inimicizia fra te e la donna, e fra la tua progenie e la progenie di lei; questa progenie ti schiaccerà il capo e tu le ferirai il calcagno"). È così che, sin dall'inizio, il proposito della redenzione viene intessuto inestricabilmente nella storia umana.
A causa della peccaminosità della creatura umana, però, essa non avrebbe liberamente perseguito la riconciliazione e la pace con il Creatore. Lo si vede nella storia di Caino, nel canto di Lamech e nella peccaminosità dell'umanità antidiluviana (Genesi 2-5). Al tempo stesso vi è una minoranza fedele che discende da Seth fino a Noè, chiamata a sopravvivere al diluvio e portare avanti la linea di coloro che sarebbero stati ubbidienti a Dio ed avrebbero confidato della divina promessa di redenzione. Abramo appartiene a questa linea. Dio lo chiama ad uscirsene fuori da Ur dei Caldei. Attraverso la discendenza del nipote Giacobbe (Genesi 12), Dio stabilisce (sceglie) Israele come Suo popolo nel mondo pre-cristiano. Tutto questo è risultato della grazia divina, riassunta nell'Alleanza che Dio stabilisce con Abramo, Isacco e Giacobbe. Sebbene in questa fase si dica poco nella Genesi sulla divina elezione e riprovazione, quando si giunge alla differenziazione fra Giacobbe ed Esaù, diventa evidente come già prima che nascessero ed avessero fatto alcunché di bene o di male, Giacobbe è scelto ed Esaù respinto, benché fossero gemelli (Genesi 25:19ss; Malachia 1:3; Romani 9:10-13 "poiché, prima che i gemelli fossero nati e che avessero fatto del bene o del male (affinché rimanesse fermo il proponimento di Dio, secondo elezione, che dipende non da opere, ma da colui che chiama) le fu detto: «Il maggiore servirà il minore»; com'è scritto: «Ho amato Giacobbe e ho odiato Esaù»"). Qui abbiamo, secondo l'interpretazione calvinista, la prima chiara affermazione della dottrina della doppia predestinazione.

## Ulteriori riferimenti nell'Antico Testamento
Oltre a quanto già citato nel paragrafo precedente, vi sono, nell'Antico Testamento incontrovertibili evidenze della dottrina dell'elezione. Da una parte è affermato che Israele è il popolo che Dio ha eletto come proprio, non per ciò che avrebbe potuto offrirgli, ma solo sulla base della grazia di Dio e della Sua scelta sovrana (Deuteronomio 7:7ss; Isaia 41:8,9; Ezechiele 20:5). Inoltre, sia da Israele che da altre nazioni, Iddio elegge liberamente individui che portino avanti la Sua volontà nella storia per la benedizione di Israele (1 Samuele 16:1ss; Isaia 45:1ss; 1 Cronache 28:1). D'altro canto, benché tutto Israele è da considerarsi eletto (Is 43,1-7), tale elezione sul piano della storia è condizionata alla sua fedeltà (Es 19,5-6). Perciò in senso più stretto solo un residuo fedele rappresenta la scelta da Dio (Isaia 1:9; 10:21ss; 11:11ss; Geremia 23:3; 31:7). L'apostolo Paolo chiama questi: "un residuo eletto per grazia" (Romani 11:5).
Per tutto l'Antico Testamento vi è un riferimento costante a Colui che sarebbe venuto per redimere il popolo di Dio, non solo Israele propriamente detto, ma anche i Suoi eletti da ogni razza e nazione. Sebbene sia adombrata questa vasta elezione e redenzione nella storia di individui come Rut e Naaman, sono i profeti a presentare molto chiaramente la vastità della grazia di Dio che elegge (Isaia 11:10;56; Michea 5:8; cfr. Romani 9:24,30; 11:12,13; Atti 15). Tutti coloro che sono eletti e predestinati a diventare il popolo di Dio, non solo fra gli Ebrei, ma anche fra ogni nazione, sarebbero entrati a far parte dell'Alleanza. Lo avrebbero fatto, però, solo attraverso Colui che sarebbe stato il Mediatore eletto (Isaia 42:1ss; 53:1; cfr. Matteo 12:8).

## La predestinazione nel Nuovo Testamento
Il Nuovo Testamento conferma, espande e chiarisce la predestinazione com'è presentata nell'Antico. Non c'è alcun tentativo di respingerla o di alterarla, ma la sua prospettiva universale viene presentata con maggiore chiarezza. Cristo afferma di essere il Mediatore di cui si parlava nell'Antico Testamento, e che Dio Padre gli ha affidato la gente che lo comprende e segue (Marco 1:15; Luca 4:21; Giovanni 5:39; 10:14ss).
Gesù, inoltre, afferma chiaramente di essere venuto per deporre la Sua vita per la Redenzione dei molti. Questo afferma davanti ai discepoli (Mc 10,45: Mt 20,18) e nelle parole solenni pronunciate sul calice ("il mio sangue versato per molti": Mc 14,22-24). Questo tema dei molti si muove nel Nuovo Testamento tra particolarità e universalità. Così, per esempio, in Giovanni 10 e nella preghiera che Gesù rivolge a Dio Padre in favore dei Suoi (Gv 17:9) si mettono in luce aspetti particolari e di gruppo, mentre altri testi sottolineano la rilevanza universale dell'operato da Gesù (Gv 3,17; 1Gv 4,14). Infatti, come Figlio di Dio fattosi uomo, la Sua vita, morte e risurrezione ha un valore universale e sufficiente per meritare la salvezza di ogni singolo essere umano, ma si tratta sempre di una salvezza data da Dio in modo personale e non automatico e che perciò l'uomo è in grado di rifiutare. Cristo realizza così l'insegnamento dell'Antico Testamento sulla predestinazione.
Questa è pure la posizione degli apostoli. Il libro degli Atti fornisce numerosi esempi dell'insegnamento apostolico su questa questione. Nel suo sermone a Pentecoste Pietro dà chiare indicazioni sulla sovranità di Dio e sulla responsabilità umana (Atti 2:14ss). Il discorso di Stefano nel capitolo 7, quel che dice Pietro a Cornelio (Atti 10:24ss), e vari altri brani, presentano le stesse dottrine. Nelle lettere di Pietro e Giovanni, come pure nell'Apocalisse i temi della Sovranità di Dio, della responsabilità umana, dell'elezione di Dio e della predestinazione di uomini e donne, riappaiono costantemente.
Lo scrittore apostolico che dà la più chiara esposizione di queste dottrine, però è l'apostolo Paolo. Sebbene egli si riferisce alla dottrina della predestinazione in diversi contesti, egli la espone in dettaglio in Romani 8:29-11:36 e la chiarisce ulteriormente in Efesini 1. In questi brani egli mette in evidenza la condizione disperata dell'essere umano nella sua condizione di peccatore ed il fatto che, a causa della disubbidienza e della ribellione umana, Dio lo lascia indurirsi nella sua peccaminosità (Romani 9:14ss), come fece in Egitto con il faraone (Es 4ss). Al tempo stesso, però, Egli concede la sua grazia ai suoi eletti dall'eternità, redimendoli e giustificandoli in Gesù Cristo (Romani 10:11ss; Efesini 1:4ss). In tutto questo si rivela il mistero della Sovranità di Dio e della responsabilità umana (Romani 9:19; 11:3) ed in ogni cosa si rende manifesta la gloria della giustizia di Dio (Romani 9:16ss).

## Elementi contrari
Atti 10,36 afferma che Cristo "è Signore di tutti". 
Similmente, si esprimono Romani 10,11-13 ("Poiché non vi è distinzione fra Giudeo e Greco, perché lo stesso Signore è Signore di tutti, ricco verso tutti quelli che lo invocano") ed Efesini 4,6 ("Un solo Dio Padre di tutti, che è al di sopra di tutti, agisce per mezzo di tutti ed è presente in tutti"). 
Nel Vangelo secondo Giovanni, Gesù è l'"Agnello di Dio che toglie i peccati del mondo", dove la parola "mondo" indica l'intero genere umano senza riferimento ai predestinati.

## Una dottrina dibattuta
La predestinazione, intesa come il decreto di Dio dall'inizio dei tempi di salvare una parte dell'umanità e condannare il resto, viene sostenuta per la prima volta da Agostino nella storia della Chiesa. Infatti i primi Padri della Chiesa, seppure non avessero mai formulato concretamente una dottrina sul libero arbitrio, concentrandosi invece su altre questioni più rilevanti al tempo, non credevano affatto nella predestinazione come sarebbe stata formulata da Agostino, ma credevano invece in un "sinergismo tra la grazia ed il libero arbitrio", come ammette lo storico e teologo calvinista Loraine Boettner nel suo libro "The Reformed Doctrine of Predestination".
La dottrina della predestinazione calvinista si basa principalmente su alcuni passi della Bibbia, tra cui Romani 9, Efesini 1 e Giovanni 6, le cui conclusioni però non sono condivise da tante altre figure del cristianesimo passate e presenti che riaffermano il libero arbitrio dell'uomo, cioè la capacità di accettare o rigettare la salvezza offerta da Dio. Più recentemente infatti si sono sviluppate interpretazioni diverse sulla dottrina della predestinazione, sostenendo per esempio che l'elezione che viene trattata nel nono capitolo di Romani non tratta della salvezza di un gruppo di eletti da Dio e del resto invece condannato sempre da Lui, ma dell'elezione di Israele come popolo, e del suo indurimento che Dio ha usato per portare a termine il suo piano della salvezza attraverso Gesù Cristo.
Attualmente gli studiosi si dividono in diverse posizioni per quanto riguarda la dottrina della predestinazione. Alcuni seguono la linea classica della tradizione riformata e intendono l'elezione e la predestinazione come la scelta che Dio fa dei salvati e dei reprobi (doppia predestinazione), altri invece la riferiscono alla scelta di alcuni (gli eletti) in favore di tutti gli altri, i quali hanno pure un ruolo nel disegno divino. C'è chi sostiene la predestinazione come viene intesa generalmente dagli arminiani, cioè il decreto onnisciente di Dio di salvare coloro che nella loro vita mostreranno fede in Lui. C'è infine chi sostiene che la predestinazione si riferisca al decreto di Dio di eleggere come suo popolo chiunque abbia creduto nel sacrificio di Cristo, sacrificio offerto a tutti, entrando così di diritto tra gli "eletti" di Dio. Quest'ultima posizione viene definita "tradizionalista" dalla Southern Baptist Convention.

## La dottrina della predestinazione nella storia
La dottrina della predestinazione è associata prevalentemente alla fede cristiana, ma è dibattuta anche altrove, ad esempio nell'Islam dove, nel suo periodo scolastico, la posizione ortodossa era fortemente predestinazionalista, ma alcuni teologi, i Mutazaliti, mettevano in rilievo il libero arbitrio.
Nel primo secolo della chiesa cristiana, la predestinazione non era dibattuta in quanto prevalevano questioni in merito alla Trinità ed alla natura di Cristo. Nelle Chiese ortodosse questo è rimasto il caso (con eccezioni minori, in particolare Cyril Lucar nel XVI secolo).
Nella chiesa dell'Occidente la questione è sollevata da Pelagio, secondo cui l'essere umano ha la libertà di accettare o di respingere Dio. Questa posizione è contestata dal teologo Agostino di Ippona, per il quale la volontà umana è asservita al peccato, che la grazia è necessaria per poter scegliere Dio, e che questa grazia è concessa solo a coloro che ad essa sono predestinati. La posizione di Agostino è sostenuta dal Sinodo di Orange (529), ma a causa delle invasioni barbariche, gli incontri e le discussioni teologiche fra i cristiani sono rese molto difficili. Una scia delle discussioni sul pelagianesimo avviene al tempo di Carlo Magno. Il monaco Gotescalco apparentemente sosteneva che Dio attivamente vuole che il non-eletto sia dannato, posizione respinta dal Sinodo di Quiercy nell'849.
La rinascita medioevale dell'erudizione, intorno al 1050 produce scuole ed università in abbondanza. La teologia è considerata "la regina delle scienze", chiave per la comprensione della realtà. Compito dello scolasticismo è quello di riconciliare la fede cristiana con il retaggio riscoperto della filosofia classica, in pratica armonizzare fede e ragione. Nel tardo Duecento, dopo Pietro Lombardo, Bonaventura, Alberto Magno, Tommaso d'Aquino e molti altri studiosi, il compito sembrava completato con diversi sistemi scolastici disponibili. La predestinazione era generalmente trattata nel contesto di Dio come Supremo Intelletto, che predestina sulla base del fatto che Egli prevede le scelte che avrebbe compiuto l'individuo (perché per Dio tutte le scelte temporali sono "presenti"; Egli si pone fuori dal tempo).
Questa "soluzione", però, viene presto attaccata. Con Duns Scoto e specialmente con Guglielmo di Ockham ed i suoi seguaci nel Trecento, Dio è visto come Volontà sovrana, ed il problema della predestinazione si sposta su quel piano. Come possono essere libere le scelte umane, se sono previste? Come può Dio essere chiamato pienamente sovrano, se la Sua volontà è legata in anticipo alle scelte umane? Le intricate controversie che seguono sembrano sollevare problemi insolubili. Ci sono, così, delle reazioni: Thomas Bradwardine fa tornare in auge una stretta concezione agostiniana, sottolineando la divina predestinazione come base di un universo ordinato. Da un punto di vista diverso, John Wycliffe e Jan Hus sottolineano l'elezione come concetto teologico chiave e considerano la chiesa come comunione degli eletti, coloro che già sono salvati, piuttosto che la fonte di aiuti, disperatamente necessari, ai fini della salvezza.
I riformatori protestanti seguono questa linea. Martin Lutero, Ulrico Zwingli e Giovanni Calvino sostengono tutti la predestinazione: la vera chiesa è formata dagli eletti (Lutero in questo si oppone a Erasmo da Rotterdam: la necessità della grazia incondizionata per poter essere in grado di scegliere per Dio). Questo approccio fortemente agostiniano, però, non è esente da critiche. Nella stessa chiesa luterana la forte controversia "sinergista" del tardo Cinquecento è suscitata dal tentativo di Filippo Melantone di garantire un qualche ruolo alla volontà umana. Simili dibattiti sorgono pure all'interno del Calvinismo sull'insegnamento di Arminio, condannato al Sinodo di Dordrecht nel 1618-1619. Lo scolasticismo protestante raffina i termini della questione e comporta dispute fra coloro che appoggiano il sopralapsarianismo e l'infralapsarianismo, le controversie nelle chiese ugonotte sull'insegnamento di Moïse Amyraut e simili. Dopo il declino dello scolasticismo protestante ed il sorgere del pietismo, "religione del cuore", la questione risorge con il metodismo, che favorisce l'arminianesimo, e George Whitefield un "metodismo calvinista".
Nel cattolicesimo post medioevale, la questione viene sollevata diverse volte. Il Concilio di Trento cerca di tenere insieme la priorità dell'azione di Dio che si rivolge all'uomo e la responsabilità dell'uomo nel compiere il destino voluto da Dio. Il Decreto sulla giustificazione del Concilio di Trento del 1547 condanna la teoria della doppia predestinazione, laddove al canone 17 dice: “Se qualcuno afferma che la grazia della giustificazione viene concessa solo ai predestinati alla vita, e che tutti gli altri sono bensì chiamati ma non ricevono la grazia in quanto predestinati al male per divino volere: sia anatema”. Gli insegnamenti di Luis de Molina (m. 1600) suscitarono molte controversie, con i Gesuiti che tendevano ad appoggiarlo e i Domenicani ad opporlo in un complesso tentativo di accordare un ruolo alla volontà umana nel processo della salvezza. Circa negli stessi anni, Michele Baio a Lovanio, seguito da Cornelius Jansen ritornano ad un rigido agostinismo. Il giansenismo produsse una notevole controversia (Blaise Pascal difende il giansenismo) che alla fine originò un mini-scisma (la Chiesa vetero-cattolica di Utrecht, dal 1713).
L'interesse per la tradizionale argomentazione teologica si oscura nell'Ottocento, ma il problema riappare in altre aree. Se l'universo è determinato da leggi scientifiche, come può l'uomo avere libero arbitrio? Se le azioni umane sono in un certo senso determinate da quelle leggi, com'è possibile una qualsiasi scienza economica, scienza politica o scienza della storia? Se l'ereditarietà e l'ambiente determinano le azioni, come possono i tribunali punire i criminali (se essi fanno solo quel che sono stati determinati a fare)?
Nel ventesimo secolo la versione dell'ortodossia protestante di Karl Barth ha fatto tornare a discutere sulla predestinazione. Barth cerca di "risolvere" le controversie precedenti dicendo che Cristo è l'eletto e l'umanità ha la possibilità di essere eletta in lui; ciò implica una possibilità di universalismo, che secondo Barth non può essere né affermata né esclusa.
Per riassumere, la predestinazione ed i dibattiti che essa suscita trattano di un problema ricorrente, sia in teologia che in altri campi: il rapporto fra la libertà umana ed un universo che sembra in qualche modo predeterminato.